# Garuga pierrei
Garuga pierrei är en tvåhjärtbladig växtart som beskrevs av André Guillaumin. Garuga pierrei ingår i släktet Garuga och familjen Burseraceae. Inga underarter finns listade i Catalogue of Life.